# Podole Małe
Podole Małe (kaszb. Môłé Pòdolé, niem. Klein Podel) – wieś sołecka w Polsce położona w województwie pomorskim, w powiecie słupskim, w gminie Dębnica Kaszubska, na terenie Wysoczyzny Damnickiej i Wysoczyzny Polanowskiej, w otulinie Parku Krajobrazowego „Dolina Słupi”. Pod koniec grudnia 2021 miejscowość zamieszkiwało 209 osób.
Pod względem geologicznym na obszarze wsi dominują gliny zwałowe – w części północnej i środkowej, oraz torfy – w części południowej, związane z doliną strugi Granicznej. Zgodnie z mapą glebową Polski z 1958, w granicach ewidencyjnych Podola Małego występują gleby bielicowe wytworzone z piasków i glin zwałowych. W podziale Polski na regiony klimatyczne według Alojzego Wosia wieś znajduje się w granicach Regionu Środkowopomorskiego. W strukturze użytkowania ziemi dominowały grunty orne – około 57% i grunty leśne oraz zadrzewione i zakrzaczone – około 22%.
Podole Małe od co najmniej XV wieku było lennem środkowopomorskiego rodu szlacheckiego von Zitzewitzów. W latach 1717–1766 połowa wsi należała również do rodziny von Miltitz. W 1931 miejscowość przeszła w posiadanie Niemieckiej Spółki Kolonialnej GmbH z Białogardu. 1 września 1945 we wsi zamieszkali pierwsi przesiedleńcy z Kresów Wschodnich. 6 listopada 1946 ruszył pierwszy transport ludności niemieckiej za Odrę. Od 5 października 1954 do 31 grudnia 1959 istniała gromada Podole Małe.
Do obiektów objętych rejestrem zabytków województwa pomorskiego z terenu wsi należą grodzisko wczesnośredniowieczne, datowane na VII-VIII/IX wiek, i park pałacowy, założony w drugiej połowie XIX wieku. Do ewidencji zabytków wpisana jest również murowana kuźnia z początku XIX wieku.

## Geografia

### Położenie
Podole Małe według regionalizacji fizycznogeograficznej leży na obszarze megaregionu Pozaalpejska Europa Środkowa, prowincji Nizina Środkowoeuropejska, podprowincji Pojezierza Południowobałtyckie, w obrębie dwóch makroregionów – Pobrzeża Koszalińskiego (313.4) i Pojezierza Zachodniopomorskiego (314.4) – oraz odpowiednio dwóch mezoregionów Wysoczyzny Damnickiej (313.44) i Wysoczyzny Polanowskiej (314.46). Według regionalizacji Jerzego Kondrackiego obszar wsi w całości znajdował się w granicach Wysoczyzny Polanowskiej. Jednak w 2018, w wyniku weryfikacji granic jednostek podziału fizycznogeograficznego, zasięg Wysoczyzny Damnickiej poszerzono w kierunku południowym, obejmując tymże mezoregionem również część obszaru miejscowości. Kondracki i Richling zaklasyfikowali wcześniej oba mezoregiony do typu wysoczyzn młodoglacjalnych przeważnie z jeziorami, w większości o charakterze gliniastym, falistym lub płaskim.
Zgodnie z ewidencją gruntów i budynków obręb ewidencyjny Podola Małego graniczy z obrębami ewidencyjnymi: Łabiszewo na północnym zachodzie, Malczkówko na północnym wschodzie, Dobra na wschodzie, Żarkowo na południu i Dobieszewo na południowym zachodzie.
Najbliższymi miejscowościami są: Żarkowo – oddalone o około 1,2 km na południowy wschód w linii prostej – oraz Dobieszewo – oddalone o około 1,5 km na południowy zachód w linii prostej. Będąca siedzibą władz gminy miejscowość Dębnica Kaszubska położona jest w odległości około 10 km na zachód w linii prostej. Najbliższymi miastami w linii prostej są: Słupsk (około 20 km na północny zachód), Bytów (około 26 km na południe), Kępice (około 32 km na południowy zachód) oraz Lębork (około 33 km na północny wschód).
Podole Małe leży w otulinie Parku Krajobrazowego „Dolina Słupi”.

### Rzeźba terenu

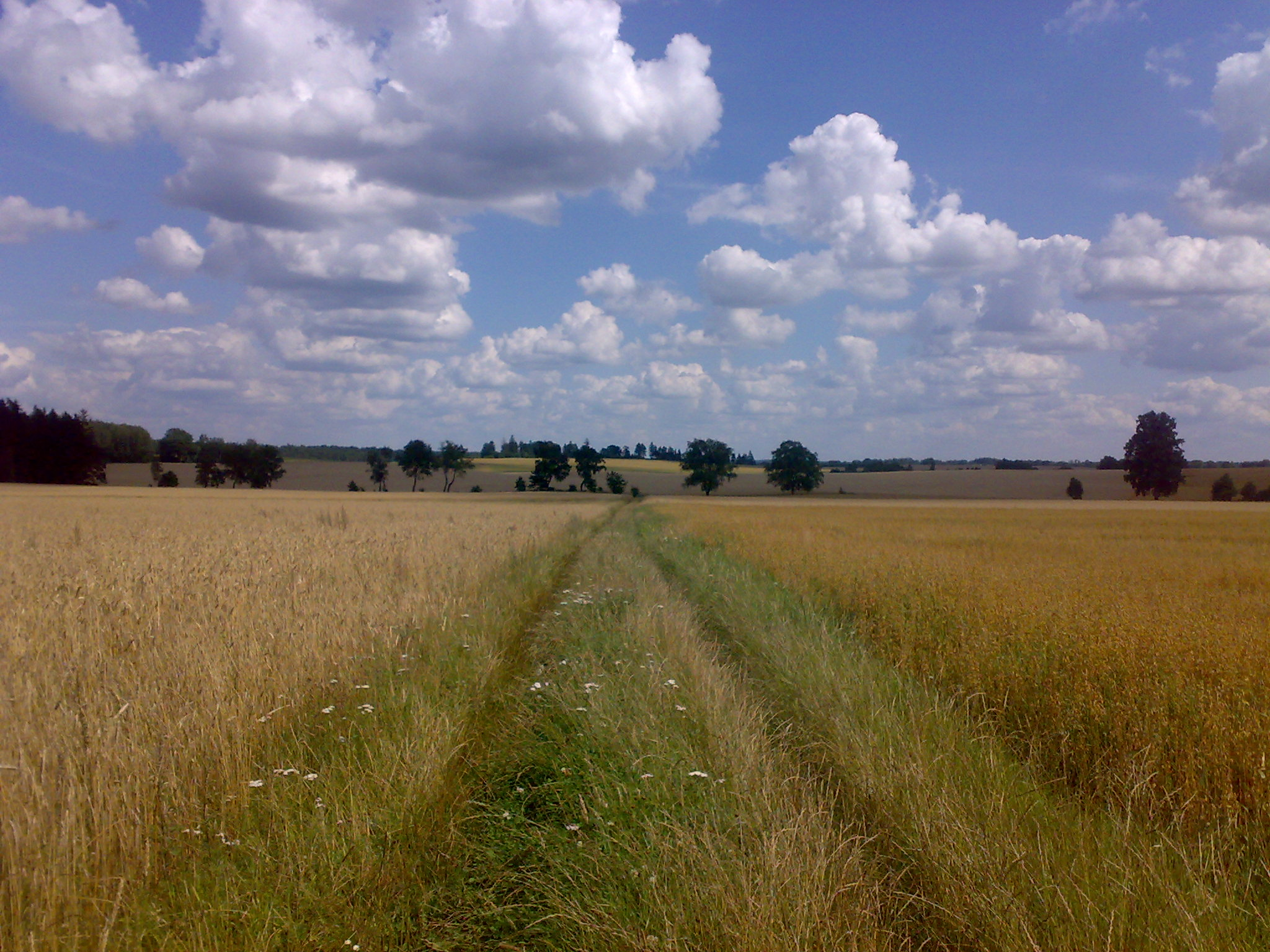
Letni krajobraz w okolicach Podola Małego

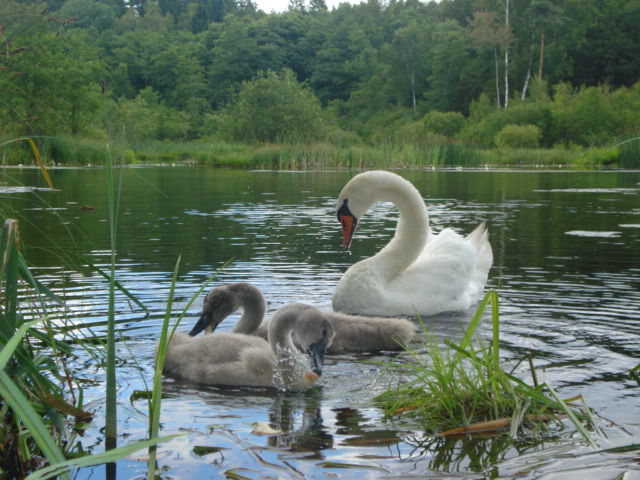
Staw w parku dworskim w Podolu Małym

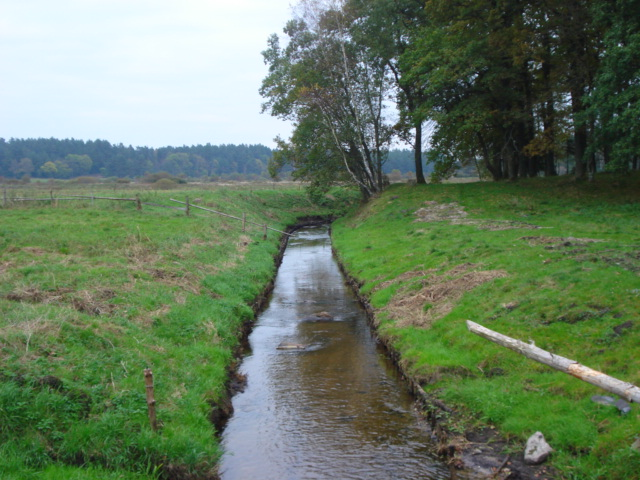
Struga Graniczna na wysokości Podola Małego

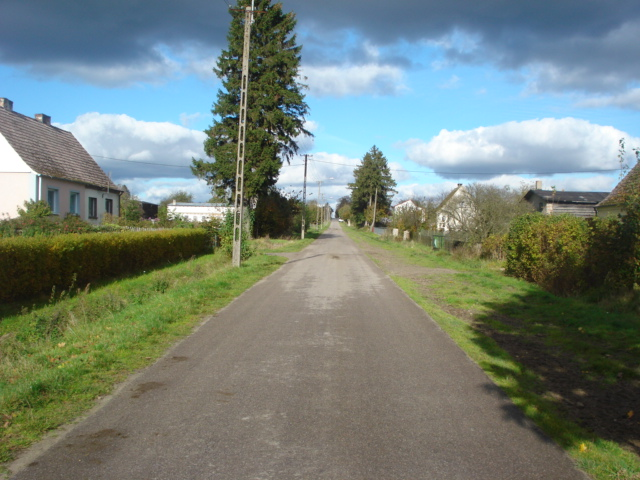
Droga gminna nr 147014G przebiegająca przez Podole Małe

Rzeźba terenu wsi w głównej mierze została ukształtowana w okresie plejstoceńskim, w wyniku akumulacji materiału skalnego niesionego przez lodowiec podczas ostatniego na terenie obecnej Polski zlodowacenia północnopolskiego. Efektem tej działalności rzeźbotwórczej są m.in. moreny czołowe i głazy narzutowe. Wraz z procesem zanikania lądolodu powstawały niewielkie zagłębienia, które obecnie spotyka się pod postacią zanikających jezior wytopiskowych. Krajobraz urozmaica dolina strugi Graniczna.

### Geologia
Materiał budujący obszar Podola Małego to głównie utwory czwartorzędowe, w tym plejstoceńskie osady lodowcowe i wodnolodowcowe oraz holoceńskie osady rzeczne. Dominują gliny zwałowe – w części północnej i środkowej, oraz torfy – w części południowej, związane z doliną strugi Granicznej. Obie te powierzchnie oddzielone są od siebie pasem różnych materiałów – piaskami humusowymi i torfiastymi oraz namułami den dolinnych, piaskami i żwirami wodnolodowcowymi, a także piaskami i żwirami wodnolodowcowymi, miejscami z głazami. Południowy fragment wsi jest, obok doliny Skotawy, miejscem najszybszego rozprzestrzeniania się torfów w gminie Dębnica Kaszubska. Gdzieniegdzie obszar miejscowości poprzecinany jest warstwami piasków, żwirów i glin deluwialnych. W części północno-środkowej występują gliny zwałowe na piaskach i żwirach wodnolodowcowych, miejscami z głazami oraz piaski i żwiry wodnolodowcowe, miejscami z głazami. Piaski i żwiry wodnolodowcowe, z głazami pokrywają również niewielki fragment powierzchni w południowo-wschodniej części wsi. Na zachodzie materiał geologiczny stanowią piaski i żwiry ozów oraz piaski, żwiry i gliny zwałowe akumulacji szczelinowej.

### Gleby
Gleby terenu wsi, podobnie jak gleby całej gminy, wykształciły się z utworów czwartorzędowych, głównie z osadów plejstoceńskich i holoceńskich. Utwory czwartorzędowe charakteryzuje zróżnicowanie pod względem składu mineralogicznego i granulometrycznego. W przypadku osadów plejstoceńskich wpływa to na niską zasobność gleb w wapń i składniki pokarmowe. Gleby obszaru wsi cechuje niska wartość produkcyjna, ze względu na dość znaczne zakwaszenie skał macierzystych. Warunki glebowe są średnio korzystne, jednak w porównaniu z pozostałą częścią gminy, zwłaszcza południową, odznaczają się większą przydatnością rolniczą. Na mapie gleb Polski opracowanej przez Dobrzańskiego, Kuźnickiego i Białousza w 1984 według nomenklatury FAO obszar, na którym położona jest wieś, pokrywają głównie gleby płowe właściwe i gleby rdzawe bielicowane. Zgodnie z mapą glebową Polski Koneckiej-Betley i Truszkowskiej, opracowaną w 1958, w granicach ewidencyjnych Podola Małego występują gleby bielicowe piaskowe wytworzone z piasków: luźnych, słabo gliniastych i gliniastych oraz gleby bielicowe wytworzone z gliny zwałowej oraz piasków naglinowych i naiłowych: lekkie i średnie.

### Klimat
W podziale Polski na regiony klimatyczne według Alojzego Wosia wieś znajduje się w granicach Regionu Środkowopomorskiego. Na jego obszarze obserwuje się częstsze niż w wielu innych regionach Polski występowanie dni z pogodą umiarkowanie ciepłą (średnia temperatura dobowa w zakresie od 5,1 °C do 15,0 °C; maksymalna i minimalna dobowa powyżej 0 °C) z dużym zachmurzeniem – średnio 50 dni w roku, oraz pogodą chłodną (średnia temperatura dobowa w zakresie od 0,1 °C do 5,0 °C; maksymalna i minimalna dobowa powyżej 0 °C) i deszczową – średnio 26 dni w roku. Mniej licznie niż w innych regionach Polski, bo średnio tylko 11 razy w roku, notuje się dni z pogodą bardzo ciepłą (średnia temperatura dobowa w zakresie od 15,1 °C do 25,0 °C; maksymalna i minimalna dobowa powyżej 0 °C), słoneczną (zachmurzenie średnie dobowe mniejsze bądź równe 20%), bez opadu (dobowa suma opadu poniżej 0,1 mm).
Cały obszar gminy Dębnica Kaszubska, a tym samym i Podola Małego, leży w strefie klimatu umiarkowanego typu ciepłego przejściowego. Znaczący wpływ na klimat mają wilgotne masy powietrza polarnego morskiego i polarnego kontynentalnego. Zimą masy polarno-kontynentalne powodują spadek temperatury (silne mrozy), latem – podwyższenie (upały). Odwrotna sytuacja jest w przypadku mas polarno-morskich. W okresie zimowym warunkują one ocieplenie (odwilż), w okresie letnim ochłodzenie. Bliskość morza decyduje o tym, że nie ma wysokich wahań temperatury.

### Struktura użytkowania gruntów
Struktura użytkowania gruntów w obrębie miejscowości (według Planu Odnowy Miejscowości Podole Małe na lata 2009–2018):
| Wyszczególnienie                             | Powierzchnia [ha] | Udział % w ogólnej powierzchni obrębu |
| -------------------------------------------- | ----------------- | ------------------------------------- |
| Grunty zabudowane i zurbanizowane            | 11,16             | 1,64                                  |
| Grunty leśne oraz zadrzewione i zakrzaczone  | 148,78            | 21,86                                 |
| Łąki i pastwiska trwałe                      | 89,57             | 13,16                                 |
| Grunty orne                                  | 384,96            | 56,56                                 |
| Sady                                         | 4,66              | 0,69                                  |
| Nieużytki                                    | 17,49             | 2,57                                  |
| Drogi                                        | 18,46             | 2,72                                  |
| Rowy                                         | 3,45              | 0,52                                  |
| Grunty pod wodami powierzchniowymi płynącymi | 1,2               | 0,18                                  |
| Grunty pod wodami powierzchniowymi stojącymi | –                 | –                                     |
| Użytek ekologiczny                           | –                 | –                                     |
| Tereny różne                                 | –                 | –                                     |
| Razem                                        | 680,74            | 100                                   |

## Flora
W skład dendroflory podawanej z obszaru Podola Małego wchodzą zarówno gatunki liściaste, jak i iglaste. Wśród tych pierwszych odnotowano występowanie buku zwyczajnego (Fagus sylvatica), dębu szypułkowego (Quercus robur), klonu zwyczajnego (Acer platanoides), olszy czarnej (Alnus glutinosa), lipy krymskiej (Tilia × euchlora), klonu jaworu (Acer pseudoplatanus), jesionu wyniosłego (Fraxinus excelsior), a także przedstawicieli rodziny różowatych: jabłoń domową (Malus domestica), czeremchę amerykańską (Prunus serotina), śliwę mirabelkę (Prunus domestica syriaca). Wśród drzew iglastych były to: świerk pospolity (Picea abies), jodła pospolita (Alnus glutinosa), daglezja zielona (Pseudotsuga menziesii), świerk serbski (Picea omorika), choina kanadyjska (Tsuga canadensis). Wśród krzewów odnotowano śnieguliczkę białą, różę pomarszczoną, leszczynę pospolitą, głóg jednoszyjkowy, lilaka pospolitego, kruszynę pospolitą, wierzbę uszatą, wierzbę szarą, bez koralowy, żarnowiec miotlasty, tawułę wierzbolistną, maliny właściwą i głóg pośredni odmiany pełnokwiatowej różowej. Zaobserwowano sitowie leśne, kosaćca żółtego, okrężnicę bagienną, turzycę piaskową, narecznicę grzebieniastą. Wszystkie wyżej wymienione gatunki są związane z parkiem pałacowym, znajdującym się w południowo-zachodniej części wsi.
W granicach obrębu ewidencyjnego wsi utworzono użytek ekologiczny o nazwie „Torfowisko Wieliszewo 8”. Stwierdzono tam obecność rosiczki okrągłolistnej, bagna zwyczajnego, borówki bagiennej, wełnianki pochwowatej.

## Administracja
Podole Małe należy administracyjnie do gminy Dębnica Kaszubska, w powiecie słupskim, w województwie pomorskim. Miejscowość stanowi samodzielne sołectwo. Samorząd Mieszkańców Wsi Sołectwa Podole Małe działa na podstawie następujących przepisów prawnych:
- Ustawy z dnia 8 marca 1990 roku o samorządzie gminnym (Dz.U. z 2023 r. poz. 40),
- Uchwały Nr XIII/64/2003 z dnia 30 października 2003 roku w sprawie uchwalenia Statutu Gminy Dębnica Kaszubska,
- Uchwały nr XXVIII/242/2017 Rady Gminy Dębnica Kaszubska z dnia 31 maja 2017 r. w sprawie nadania statutu sołectwu Podole Małe[26].

W wyborach do Rady Gminy Dębnica Kaszubska sołectwo Podole Małe należy do okręgu wyborczego nr 10, któremu przysługuje 1 mandat. Okręg ten współtworzą również sołectwa: Dobieszewo (z miejscowościami Dobieszewo, Dobieszewko, Leśnia), Łabiszewo (z miejscowościami Łabiszewo i Boguszyce) i Żarkowo.
Co najmniej od 1910 istniała gmina Podole Małe (Gemeinde Klein Podel). Na początku lat 30. XX wieku znajdowała się ona administracyjnie w granicach powiatu słupskiego (Landkreis Stolp), w Prowincji Pomorze (Provinz Pommern). Zajmowała 13,8 km² powierzchni, a w jej skład wchodziły: wsie Podole Małe (Klein Podel) i Żarkowo (Sorkow), Dobrzec (Vorwerk Daber) oraz małopodolska zagroda robotników leśnych (Forstarbeitergehöft Klein Podel). W 1937 burmistrzem (bürgermeister) gminy był rolnik Friedrich Kautz.
Od 1946 do 1950 wieś położona była w województwie szczecińskim. Od 1950 znajdowała się w granicach nowo utworzonego województwa koszalińskiego. W 1954 na mocy uchwały nr 43/54 Wojewódzkiej Rady Narodowej w Koszalinie utworzono gromadę Podole Małe z siedzibą gromadzkiej rady narodowej w tejże miejscowości. 31 grudnia 1959 gromadę zniesiono. W latach 1975–1998 miejscowość administracyjnie należała do województwa słupskiego.

## Nazwa
Nazwa miejscowości ma pochodzenie słowiańskie i charakter topograficzny. Powstała przez dodanie do nazwy pospolitej dół cyrkumfiksu po- -′e i oznacza „niskie miejsce, obniżenie terenu” (por. Podole). Niemiecka nazwa Klein Podel jest adaptacją fonetyczną pierwotnej nazwy słowiańskiej z wyróżnikiem klein „mały” dodanym dla odróżnienia od miejscowości Groß Podel „Podole Wielkie” (ob. w gminie Główczyce).
Rada Języka Kaszubskiego proponuje kaszubską formę nazwy Pòdolé Môłé.

## Historia

### Okres do II wojny światowej
Podole Małe było lennem środkowopomorskiego rodu szlacheckiego von Zitzewitzów. Za najstarszego znanego właściciela uważa się Matthiasa von Zitzewitza, urodzonego około 1405, trzeciego syna Petera von Zitzewitza. Jednak według informacji zawartych w drzewie genealogicznym rodziny z 1783 wiadomo, że w posiadaniu Podola Małego był również jego ojciec. Matthiasa uznaje się za protoplastę starszej gałęzi rodu von Zitzewitz z Podola Małego. Po jego śmierci, około 1470, majątek odziedziczyli dwaj z trójki jego synów – najstarszy Peter i najmłodszy Lorenz. W późniejszych latach dokonano odpowiedniego podziału dóbr i ich oznaczenia, w wyniku którego część przyznana Lorenzowi była Podolem Małym A, a część odziedziczona przez Petera Podolem Małym B. Peter urodził się w 1440 i kontynuował starszą małopodolską gałąź rodu. Oficjalnie przejął część majątku ojca w 1485 na podstawie aktu nadania. W 1518 księże słupski Bogusław X Wielki odnowił akt. Zmarł w 1523, a jako przyczynę podaje się starość. Lorenza, urodzonego około 1460, uważa się za twórcę młodszej gałęzi rodu z Podola Małego. Oprócz tejże wsi, w dokumentach widnieje on także jako właściciel wsi Dobra (Daber), oraz od 1511 połowy majątków miejscowości Ciecholub (Techlipp), Pustowo (Püstow) i Płocko (Plötzig). Drugi wiekiem syn Matthiasa – Martin, jeszcze za życia swojego ojca poległ w bitwie. Według rodzinnego przekazu został pchnięty nożem.
Dokument z 1717 podaje, że część wsi stała się lennem rodziny von Miltitz. Jako współwłaściciele zostają w nim wymienieni Georg Gneomar von Zitzewitz oraz Nikolaus Sigismund von Miltitz. W 1766 wieś ponownie trafiła w całości w ręce von Zitzewitzów. W 1842 Podole Małe wraz z Dobrą odziedziczył Ernst von Zitzewitz z ciecholubskiej gałęzi rodu. Po jego śmierci w 1861 majątek przejął jego drugi syn Heinrich. Zmarł on przedwcześnie w 1870, mając zaledwie 36 lat. Po uregulowaniu spraw majątkowych Podole Małe i Dobrą odkupił od spadkobierców brat Heinricha – Leo. Ożenił się z wdową po bracie i w połowie lat 80. XIX w. przekazał on zarząd nad swoimi dobrami pasierbowi Ernstowi. Zmarł w 1893, w wieku 46 lat. Ernst pod koniec lat 90. XIX wieku zrezygnował z dzierżawy. Majątek przeszedł w posiadanie jego matki, wdowy po Heinrichu i Leo. W 1900 córka Leo – Alice, wyszła za mąż za Gustawa Siebenbürgera, który kupił jeszcze tego samego roku od teściowej Podole Małe, a w 1908 także i Dobrą. Siebenbürger utopił się w 1910 podczas jazdy na łyżwach. Spadkobierczynią majątku została wdowa Alice. W 1928 jako właściciel majątku wymieniany jest Ingold Siebenbürger. Jednak już w 1931 wieś przeszła w posiadanie Niemieckiej Spółki Kolonialnej GmbH (Deutsche Siedlungsgesellschaft GmbH) z Białogardu.
W 1925 mieszkańcy Podola Małego byli głównie wyznania ewangelickiego – tylko jedna osoba deklarowała katolicyzm. Miejscowość należała do parafii w Dobieszewie (Kirchspiel Groß Dübsow), do okręgu kościelnego Słupsk–Stare Miasto (Stolp–Altstadt). 1 października 1932 oddano do użytku nową szkołę, której nauczycielem był Erich Luer. Co najmniej od 1910 istniała gmina Podole Małe. W 1937 jej burmistrzem był rolnik Friedrich Kautz

### II wojna światowa
W 1939 w Podolu Małym były 82 gospodarstwa rolne o powierzchni od 0,5 ha do ponad 20 ha: siedemnaście gospodarstw zajmowało powierzchnię od 0,5 ha do 5 ha, trzy od 5 do 10 ha, pięćdziesiąt jeden od 10 do 20 ha i jedenaście od 20 do poniżej 100 ha. Na przełomie lat 1941/42 w Podolu Małym znajdowały się: oberża Karla Krügera, sklep artykułów kolonialnych Emila Gatza i gorzelnia należąca do spółdzielni EGmbH oraz zakłady rzemieślnicze: szewc Karl Burde, kowal Karl Göde, kołodzieje Richard Böhncke i Walter Rogge.
W styczniu 1945 rozpoczęto pierwsze działania, mające na celu przygotowanie mieszkańców wsi do ewakuacji. Jej pierwotnym punktem docelowym ustanowiony został okręg Regenwalde (Resko). W tym samym miesiącu ofensywę podjęły wojska radzieckie, które uniemożliwiły ewakuację ludności cywilnej w kierunku zachodnim. 7 marca 1945 z Dobieszewa dotarł do miejscowości kolejny rozkaz jej opuszczenia. Uchodźcy wyruszyli 8 marca o godzinie 05.30. Część mieszkańców, która nie posiadała własnych środków transportu, udała się w nocy z 7 na 8 marca wraz z oddziałami Wehrmachtu w kierunku Gdyni. Trasa tych, którzy wyruszyli o świcie, prowadziła przez miejscowości: Malczkowo, Łupawę, Grąbkowo i Darżyno, gdzie kolumna została otoczona przez Rosjan. Żołnierze Armii Czerwonej odebrali uchodźcom wszelkie pojazdy. Ludność musiała wrócić na pieszo do Podola Małego. W trakcie rekwirowania dobytku przez Rosjan kilku mieszkańców wsi, sprzeciwiających się odebraniu własności, straciło życie. Wojska radzieckie zajęły miejscowość 8 marca 1945. Zginęły wtedy dwie osoby. W sumie w czasie II wojny światowej poległo 17 cywilnych mieszkańców wsi, 27 osób uznano za zaginione. W szeregach armii niemieckiej zginęło 22 mieszkańców tej miejscowości.

### Historia powojenna i współczesna
Pierwsi polscy osadnicy przybyli do wsi dnia 1 września 1945. Niedługo po tym, obok radzieckiej zaczęła działać również polska administracja. Dnia 6 listopada 1946 ruszył pierwszy transport ludności niemieckiej za Odrę, drugi 2 stycznia 1947, a ostatni w lipcu 1947.
Polska nazwa Podole Małe została nadana dnia 1 lipca 1947 zgodnie z Rozporządzeniem Ministrów: Administracji Publicznej i Ziem Odzyskanych o przywróceniu i ustaleniu urzędowych nazw miejscowości.
W 1946 wieś, wraz z całym powiatem słupskim, znalazła się w granicach województwa szczecińskiego, powstałego na mocy rozporządzenia w sprawie tymczasowego podziału administracyjnego Ziem Odzyskanych. W 1950, zgodnie z nowym podziałem administracyjnym kraju, Podole Małe objęte zostało obszarem nowo utworzonego województwa koszalińskiego. Od 5 października 1954 do 31 grudnia 1959 istniała gromada Podole Małe z siedzibą gromadzkiej rady narodowej w tejże miejscowości. 31 grudnia 1959 gromadę zniesiono. W latach 1975–1998 miejscowość administracyjnie należała do województwa słupskiego.
W 2000 we wsi powstał klub sportowy „Smoki”. W 2003 swoją działalność rozpoczęła galeria „Stodoła Sztuki” z jedyną w Polsce kolekcją marzann. W 2006 gościła wiejskich poetów, nagrodzonych przez starostę powiatu słupskiego w ramach V Powiatowych Obchodów Dnia Działacza Kultury. W 2008 mieszkańców Podola Małego nagrodzono w powiatowym konkursie „Piękna Wieś” za zajęcie: II miejsca w kategorii na najładniejszą wieś i II miejsca w kategorii na najpiękniejszą zagrodę rolniczą. W 2016 świetlica wiejska w Podolu Małym była miejscem debaty władz gminnych i lokalnej społeczności, sprzeciwiającej się lokalizacji farmy wiatrakowej we wsi Dobra. W spotkaniu uczestniczyli także posłanka Jolanta Szczypińska oraz radny sejmiku wojewódzkiego Jerzy Barzowski.

## Demografia
W 1910 gminę Podole Małe zamieszkiwały 194 osoby, w 1925 – 320, w 1933 – 498 i w 1939 – 470.
Powojenni mieszkańcy miejscowości to przede wszystkim osiedleńcy zza wschodniej granicy: Wileńszczyzny i terenów obecnej Białorusi i Ukrainy. Znaczną grupę stanowi też ludność pochodząca z Rzeszowszczyzny oraz z centralnej Polski, w szczególności z województwa kieleckiego i przemyskiego.
W 1998 we wsi mieszkało 239 osób (według stanu faktycznego), z czego 127 stanowili mężczyźni, 112 kobiety. W podziale struktury wiekowej na dziesięciolecia najliczniej reprezentowany był przedział wiekowy 20–29 – 46 osób. Nie mniej było dzieci do lat 9 włącznie – 41. Najmniej – 23 osoby – liczył przedział wiekowy 50–59, przy czym osoby powyżej 60 lat ujęto w jeden przedział liczący 34 osoby. Było 61 gospodarstw domowych, z czego 5 stanowiły gospodarstwa jednoosobowe, 12 – dwuosobowe, 20 – trzy- lub czteroosobowe i 24 co najmniej pięcioosobowe. 48 gospodarstw było wieloosobowych jednorodzinnych, 8 wieloosobowych co najmniej dwurodzinnych, 5 gospodarstw zamieszkiwało po jednej osobie. Wykształcenie średnie posiadało 10 osób, zasadnicze zawodowe – 42.
W 2002 miejscowość zamieszkiwało 258 osób, z czego 139 stanowili mężczyźni i 119 kobiety (na podstawie Narodowego Spisu Powszechnego). 150 osób było w wieku produkcyjnym, 79 w wieku przedprodukcyjnym i 29 w wieku poprodukcyjnym. Było 75 gospodarstw domowych: 9 jednoosobowych, 21 dwuosobowych, 24 trzy- czteroosobowych i 21 co najmniej pięcioosobowych. Gospodarstw wieloosobowych jednorodzinnych było 62, wieloosobowych dwurodzinnych – 2, nierodzinnych – 2 i jednoosobowych – 9. W podziale struktury wiekowej na dziesięciolecia najliczniej reprezentowane były przedziały wiekowe 10–19 – 51 osób, i 40–49 – 42 osoby. 2 osoby reprezentowały przedział wiekowy powyżej 80 lat. Wykształcenie średnie posiadało 29 osób, zasadnicze zawodowe – 68.
W 2009 Podole Małe zamieszkiwało 241 osób, w tym 125 mężczyzn i 116 kobiet (na podstawie rejestru PESEL). 63,1% stanowiła ludność w wieku produkcyjnym, w wieku przedprodukcyjnym i poprodukcyjnym było to odpowiednio 23,2% i 13,7%. Według danych Urzędu Gminy w Dębnicy Kaszubskiej na dzień 31 grudnia 2009 miejscowość liczyła 237 mieszkańców, z czego 139 (blisko 58%) w wieku powyżej 40 lat, a 28 (blisko 12%) do 15 lat włącznie. W 2011 wieś liczyła 232 mieszkańców, w tym 123 mężczyzn i 109 kobiet (na podstawie Narodowego Spisu Powszechnego). 155 osób było w wieku produkcyjnym, 43 w wieku przedprodukcyjnym, 34 w wieku poprodukcyjnym.
Pod koniec września 2013 wieś zamieszkiwało 231 osób. Na 30 czerwca 2018 liczba mieszkańców wynosiła 236 osób. Według stanu na 31 grudnia 2021 miejscowość liczyła 209 mieszkańców.

## Zabytki i archeologia
W rejestrze zabytków nieruchomych Wojewódzkiego Urzędu Ochrony Zabytków w Gdańsku znajduje się jeden obiekt z terenu miejscowości Podole Małe – park (stan na 12 maja 2017). Został on wpisany do rejestru zabytków przez Wojewódzkiego Konserwatora Zabytków w Słupsku dnia 6 maja 1997, decyzją nr PSOZ-I-5340/16/97, pod numerem A-353 (obecnie nr A-1630 rejestru zabytków województwa pomorskiego). W 1996 dla parku została wykonana tzw. biała karta, czyli karta ewidencyjna zabytków architektury i budownictwa, w której widnieje jako zespół pałacowo-folwarczno-parkowy. Założony został w drugiej połowie XIX wieku. Zajmuje powierzchnię 15,4 ha(lub 16,23 ha).
W rejestrze zabytków, pod numerem A-a-61/249/K, jako obiekt archeologiczny znajduje się również grodzisko nizinne wczesnośredniowieczne, położone w obszarze badań archeologicznych AZP 11-31/42. Zostało wpisane do rejestr dnia 6 marca 1972 decyzją nr KL.IV.670/5/74. Datowane jest na VII/VIII- IX wiek.
Do ewidencji zabytków wpisana jest kuźnia murowana z początku XIX wieku.

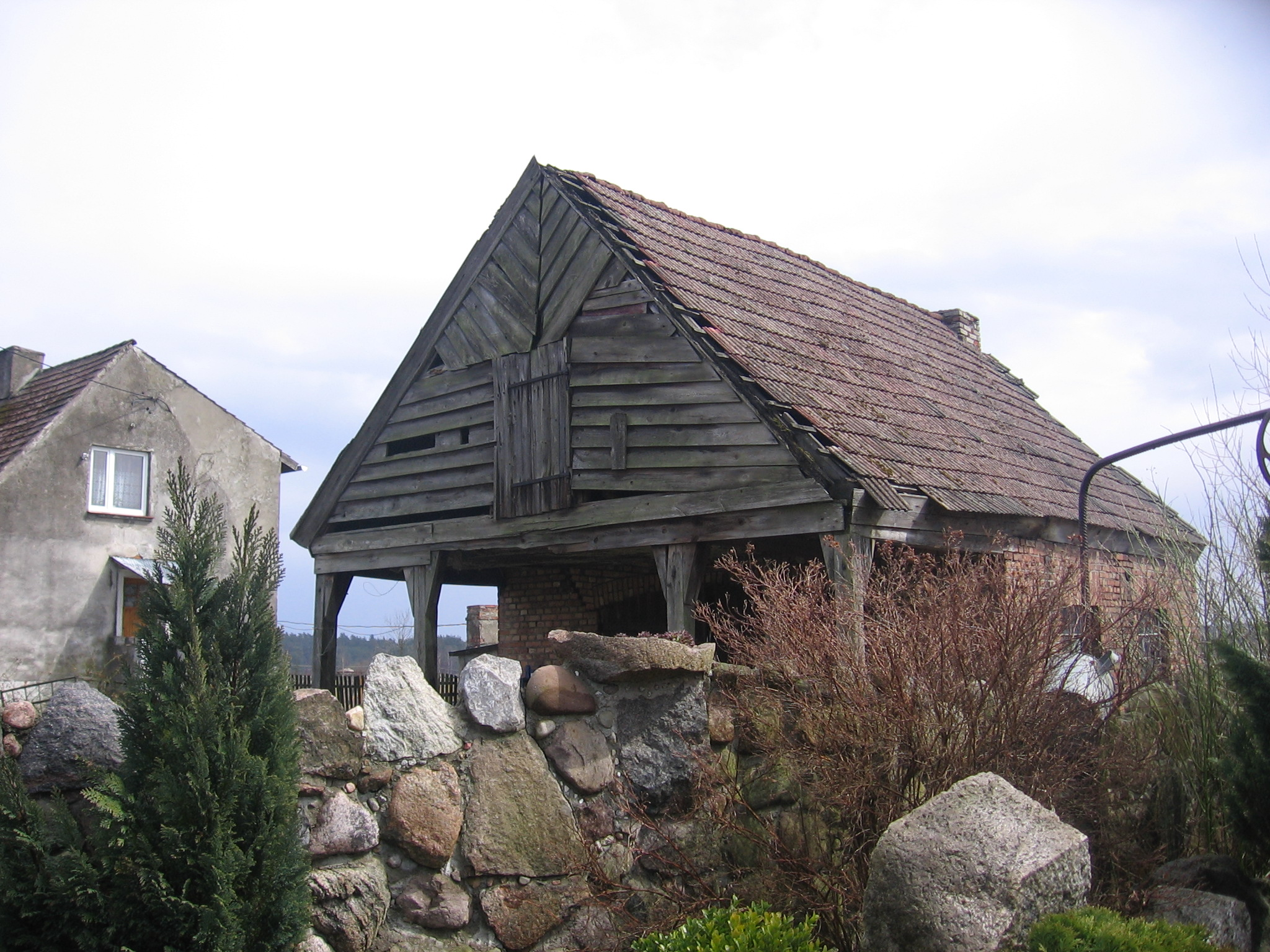
Kuźnia w Podolu Małym

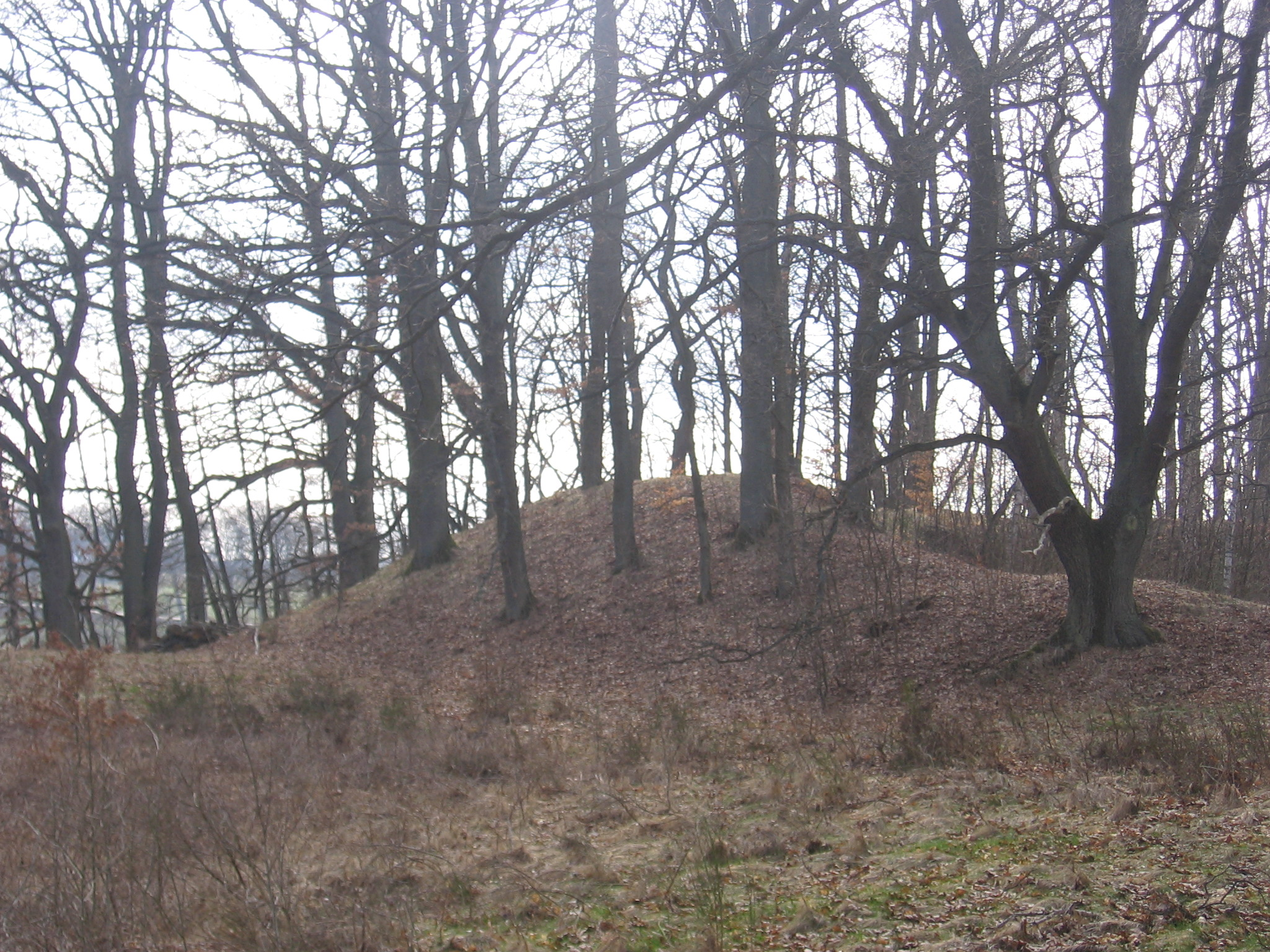
Grodzisko nizinne wczesnośredniowieczne w Podolu Małym

W ewidencji zabytków z terenu Podola Małego znajdują się trzy stanowiska archeologiczne w strefie bezwzględnej ochrony archeologicznej i jedno w strefie względnej ochrony archeologicznej:
| rodzaj zabytku                                                                            | obszar archeologiczny | numer stanowiska |
| ----------------------------------------------------------------------------------------- | --------------------- | ---------------- |
| obiekty strefy bezwzględnej ochrony archeologicznej wojewódzkiej ewidencji zabytków       |                       |                  |
| osada wczesnośredniowieczna                                                               | AZP 11-31             | 43               |
| osada wczesnośredniowieczna                                                               | AZP 11-31             | 44               |
| cmentarzysko kultury pomorskiej                                                           | AZP 11-32             | 66               |
| obiekty strefy względnej ochrony archeologicznej wojewódzkiej ewidencji zabytków          |                       |                  |
| osada ludności kultury łużycko-pomorskiej, oksywsko-wielbarskiej i wczesnośredniowiecznej | AZP 11-31             | 45               |

Na obszarze Podola Małego znajduje się jeszcze dziesięć innych stanowisk archeologicznych:
| obiekt                                                                  | obszar archeologiczny | numer stanowiska |
| ----------------------------------------------------------------------- | --------------------- | ---------------- |
| kultura łużycka, osada wczesnośredniowieczna, osada późnośredniowieczna | AZP 11-32             | 7                |
| kultura łużycka                                                         | AZP 11-32             | 8                |
| neolit, osada średniowieczna                                            | AZP 11-32             | 9                |
| nieokreślony                                                            | AZP 11-32             | 10               |
| nieokreślony                                                            | AZP 11-32             | 68               |
| kultura łużycko-pomorska                                                | AZP 11-31             | 46               |
| nieokreślony                                                            | AZP 11-31             | 47               |
| kultura łużycko-pomorska                                                | AZP 11-31             | 48               |
| osada wczesnośredniowieczna                                             | AZP 11-31             | 49               |
| kultura łużycko-pomorska, osada wczesnośredniowieczna                   | AZP 11-31             | 50               |

## Poniemieckie cmentarze ewangelickie

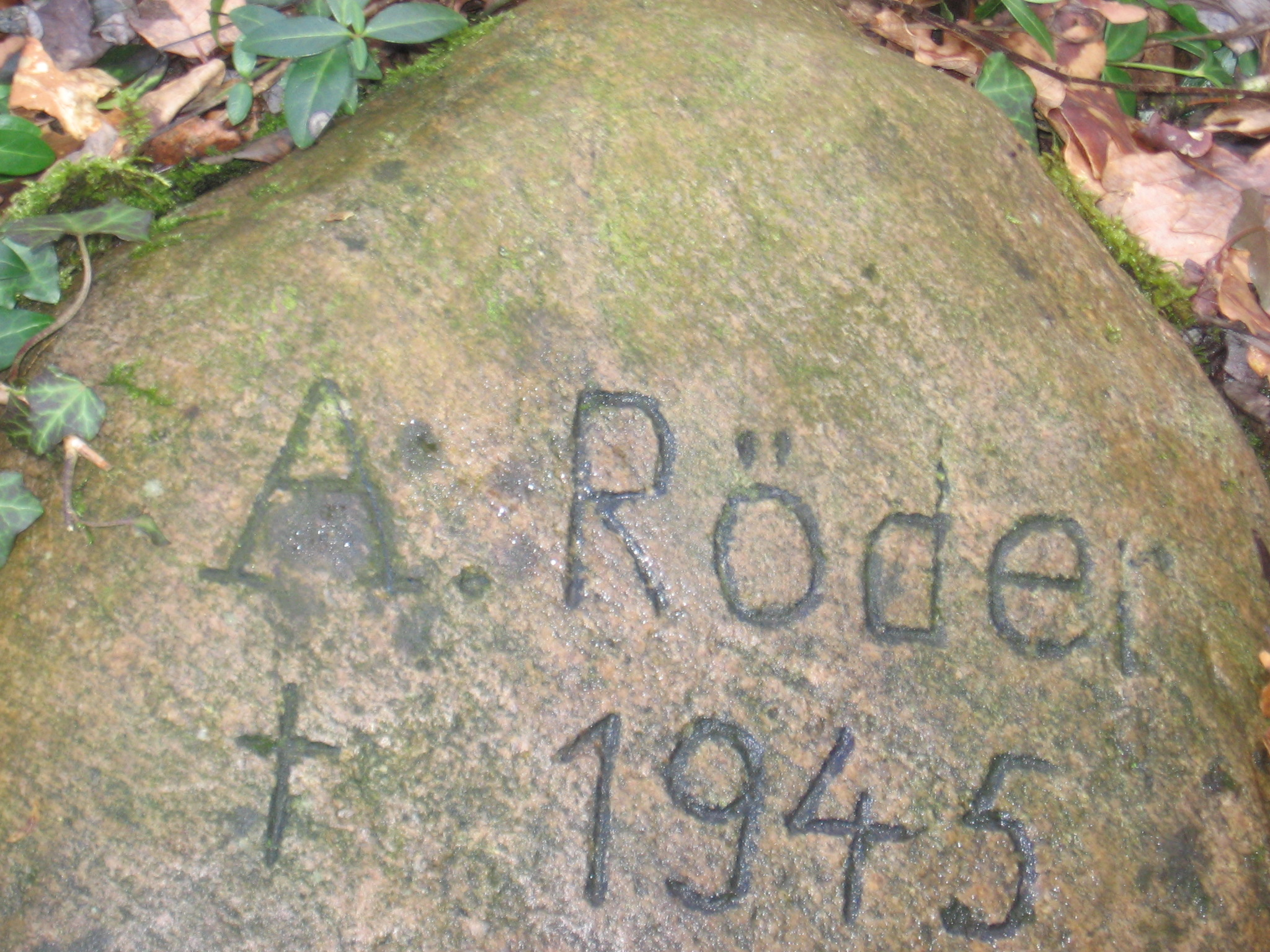
Kamienny obrys mogiły dziecięcej na jednym z poniemieckich cmentarzy

W Podolu Małym znajdują się dwa stare, ewangelickie cmentarze niemieckich mieszkańców wsi. Pierwszy położony jest w odległości około 150 m w kierunku zachodnim od zabudowań miejscowości, co potwierdzają opracowania kartograficzne z przełomu XIX i XX wieku.
Drugi z cmentarzy zlokalizowany jest w kierunku wschodnim od zabudowań wsi. Założony został na skraju lasu, na planie trapezu. Na cmentarzu znajdowała się kaplica. Zachowało się wiele elementów nagrobków, takich jak ramy, postumenty, oraz kilka płyt z inskrypcjami.

## Infrastruktura

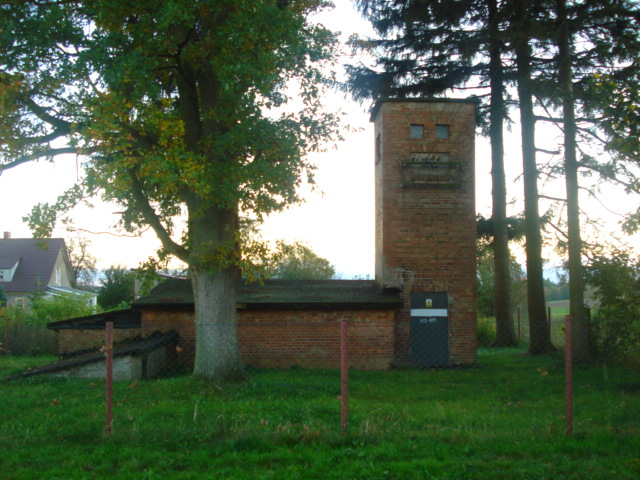
Stacja transformatorowa w Podolu Małym

### Infrastruktura techniczna
Podole Małe jest zelektryfikowane. Dystrybucję energii elektrycznej na terenie wsi prowadzi (2011) spółka Energa. W 2012 Urząd Gminy w Dębnicy Kaszubskiej ogłosił przetarg na III etap budowy sieci kanalizacyjnej i wodociągowej w gminie, w tym na terenie Podola Małego. Wcześniej większość ścieków odprowadzana była bezpośrednio do środowiska naturalnego. Średni dobowy pobór wody z wiejskiego wodociągu według Planu Ochrony Środowiska z 2008 wynosił 34,21 m³. Na terenie wsi zlokalizowane są drogi gminne i droga powiatowa. Budynki mieszkalne ogrzewane są w większości poprzez indywidualne piece i kotłownie zbiorcze.

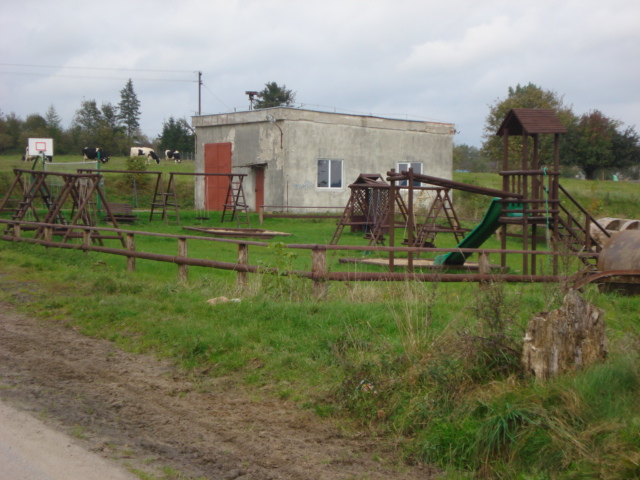
Plac zabaw w Podolu Małym (w tle remiza Ochotniczej Straży Pożarnej)

### Infrastruktura społeczna

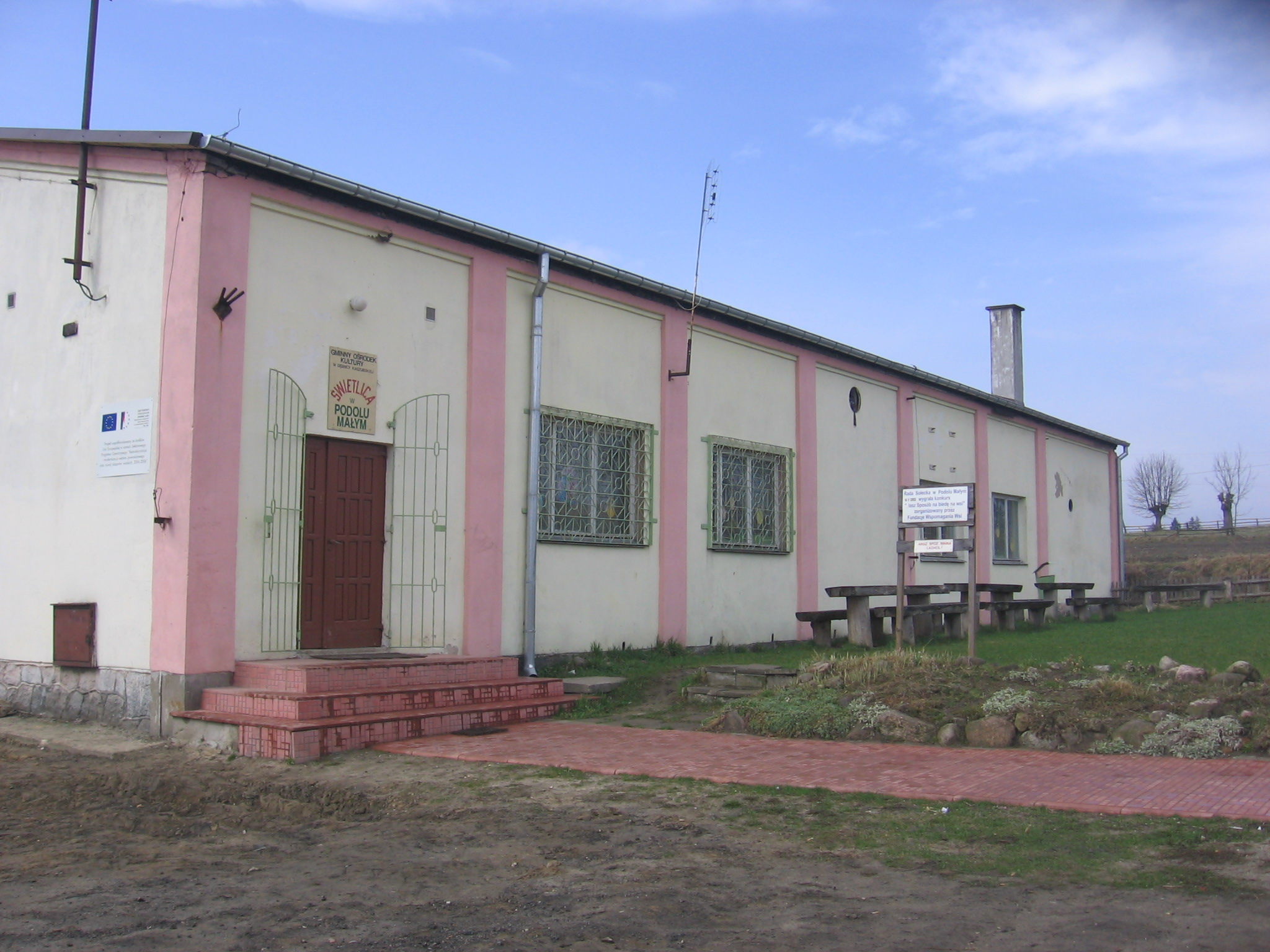
Budynek Świetlicy Wiejskiej w Podolu Małym

W miejscowości funkcjonuje świetlica wiejska – miejsce różnego typu działań kulturalno-społecznych dla mieszkańców. W 2016 świetlica była miejscem debaty władz gminnych i lokalnej społeczności, sprzeciwiającej się lokalizacji farmy wiatrakowej we wsi Dobra. W spotkaniu uczestniczyli m.in. posłanka Jolanta Szczypińska oraz radny sejmiku wojewódzkiego Jerzy Barzowski.
We wsi działa Ochotnicza Straż Pożarna. 8 marca 2002 jednostka została wpisana do Krajowego Rejestru Sądowego jako stowarzyszenie. Reprezentację placówki stanowi zarząd, w skład którego wchodzą: prezes, naczelnik, sekretarz, skarbnik i gospodarz. W ramach struktury organizacyjnej Państwowej Straży Pożarnej OSP Podole Małe podlega pod Komendę Miejską Państwowej Straży Pożarnej w Słupsku. Remiza to budynek murowany, jednokondygnacyjny, o dachu wykonanym z drewna i pokrytym papą. Została wybudowana w 1980 roku. Jej wartość w 2012 wyliczono na 32 250 złotych.
W miejscowości znajduje się również plac zabaw. W 2016 ramach funduszu sołeckiego gminy Dębnica Kaszubska plac doposażono i zamontowano na nim altanę. W Podolu Małym jest również boisko sportowe wraz z szatnią. W budżecie gminy na 2016 rok na przebudowę szatni przeznaczono ponad 44 tysiące złotych.
Edukację na poziomie przedszkolnym dzieci z Podola Małego odbywają w Borzęcinie, na poziomie podstawowym i gimnazjalnym w Gogolewie.

### Transport
Podole Małe leży przy drodze powiatowej klasy zbiorczej nr 1177G Głobino-Dobieszewo-Podkomorzyce. Przez miejscowość przebiega również odcinek drogi gminnej nr 147014G o długości 1,252 km. Najbliższa droga wojewódzka nr 210 przebiega w odległości około 5 km w linii prostej na południowy zachód od wsi. Około 6 km w linii prostej w kierunku północno-wschodnim zlokalizowana jest droga wojewódzka nr 211. Najbliższa droga krajowa nr 6 oddalona jest o około 7,5 km w linii prostej na północ.
W miejscowości znajduje się przystanek autobusowy, obsługiwany przez autobusy Przedsiębiorstwa Komunikacji Samochodowej w Słupsku. Wieś ma bezpośrednie połączenie autobusowe m.in. z: Boguszycami, Borzęcinkiem, Borzęcinem, Brzezińcem, Dębnicą Kaszubską, Dobieszewem, Głobinem, Gogolewkiem, Gogolewem, Łabiszewem, Maleńcem, Słupskiem, Starnicami.
Od 2005 wieś obsługiwały dodatkowo autobusy spółki Nord Express. 2 lutego 2011 przedsiębiorstwo zawiesiło połączenia niedzielne i świąteczne. Oficjalnymi powodami takiego rozwiązania były nierentowność kursów i zły stan techniczny drogi. W 2010 prezes spółki wystąpił do Wójta Gminy Dębnica Kaszubska z pismem o przyznanie dofinansowania w wysokości 3000 złotych lub zwolnienie z podatku. Z czasem przedsiębiorstwo całkowicie wycofało się z obsługi linii.
W 1895, 5 km na południowy zachód od miejscowości, przy obecnej drodze wojewódzkiej nr 210, została uruchomiana stacja kolejowa na linii kolejowej Słupsk – Jamrzyno. W 1906 linię przedłużono do Motarzyna. Ostatecznie 1 sierpnia 1906 linia dotarła do Budowa. W 1945 szyny od przystanku Słupsk Przymieście do Budowa zostały rozebrane.

## Oświata
Zgodnie z Uchwałą nr XXVI/207/2017 Rady Gminy Dębnica Kaszubska z dnia 29 marca 2017 r. w sprawie dostosowania sieci szkół podstawowych i gimnazjów do nowego ustroju szkolnego Podole Małe, co się tyczy edukacji na poziomie podstawowym, znajduje się w granicach obwodu Szkoły Podstawowej im. Adama Mickiewicza w Gogolewie funkcjonującej w ramach Zespołu Szkolno-Przedszkolnego w Gogolewie. W skład tej jednostki oświatowej wchodzi również Przedszkole w Borzęcinie, najbliżej położona Podola Małego placówka realizująca zadania wychowawczo-opiekuńcze na poziomie przedszkolnym. Od 1 września 2016 do 31 sierpnia 2019 edukacja na poziomie gimnazjalnym, w granicach przypisanego do wsi obwodu, odbywała się w Gimnazjum w Gogolewie. Wcześniej dzieci z miejscowości mogły uczęszczać do Gimnazjum im. Czesława Miłosza w Dębnicy Kaszubskiej. Do reorganizacji sieci obwodów szkolnych, co wynika z uzasadnienia do Uchwały nr XIV/99/2016 Rady Gminy Dębnica Kaszubska z dnia 30 marca 2016 r. w sprawie ustalenia planu sieci publicznych gimnazjów prowadzonych przez Gminę Dębnica Kaszubska oraz określenia granic ich obwodów, przyczyniły się w głównej mierze założenia, na ówczesny dzień planowej, reformy oświatowej z 2017, jak również trudności logistyczne z dowozem uczniów do odległego o kilkanaście kilometrów gimnazjum.
Do 2003 dzieci z Podola Małego na poziomie podstawowym odbywały edukację w Szkole Podstawowej w Dobieszewie. Szkołę zlikwidowano ze względu na niewielką liczbę uczniów i brak pieniędzy na jej utrzymanie w budżecie gminy.
Szkoła działała we wsi przed II wojną światową. Jej otwarcie miało miejsce dnia 1 października 1932 roku. Pierwszym nauczycielem został Erich Luer.

## Kultura
We wsi działała galeria „Stodoła Sztuki” z jedyną w Polsce kolekcją marzann. Została utworzona w 2003. Inicjatywa otrzymała dofinansowanie z Fundacji Wspierania Wsi w ramach projektu „Kultura Bliska”. Marzanny były wykonywane przez mieszkańców powiatu słupskiego na konkurs „Forma przestrzenna Marzanna”, który odbywał się corocznie pierwszego dnia wiosny. Na potrzeby galerii wykorzystany został także plac przed stodołą na kiermasze rękodzieła i potraw regionalnych, a także spotkania artystów i warsztaty rzeźbiarskie organizowane przez mieszkańców wsi Podole Małe. Zarówno w budynku, jak i przed, zgromadzono stare maszyny, urządzenia i podręczne narzędzia rolnicze. W 2006 gościła wiejskich poetów nagrodzonych przez starostę powiatu słupskiego w ramach V Powiatowych Obchodów Dnia Działacza Kultury.

## Sport
We wsi działa klub sportowy „Smoki” Podole Małe, utworzony w 2000, wpisany do rejestru stowarzyszeń 14 listopada 2001. Zmagania w rozgrywkach ligowych męskiej piłki nożnej zespół rozpoczął w sezonie 2002/2003 w klasie B – grupa Słupsk II, zajmując ostatecznie trzecie miejsce w tabeli, premiowane awansem do baraży. W półfinale spotkań barażowych zespół uległ Zenitowi Redkowice. W kolejnym sezonie drużyna zajęła pierwsze miejsce w grupie, zwyciężając 9 z 14 meczów i awansując bezpośrednio do klasy A – grupa Słupsk I. W sezonie 2004/2005 zespół zajął 10. miejsce w tabeli, przegrywając 14 z 22 meczów. W tym samym sezonie „Smoki” wzięli udział w rozgrywkach Pucharu Polski, w grupie Pomorskiego ZPN – Słupsk, przegrywając w rundzie wstępnej z zespołem Dom-Star Domaradz. W kolejnym roku zmagań ligowych zespół ponownie wystąpił w klasie A – grupa Słupsk I, zajmując ostatnie – 12. miejsce w tabeli, pokonując przeciwników w 3 z 22 meczów, co poskutkowało spadkiem do klasy B. W sezonie 2005/2006 drużyna również wystąpiła w Pucharze Polski, w grupie Pomorskiego ZPN – Słupsk, zaczynając od I rundy, w której pokonała Bistal Machowino 2–0. W II rundzie „Smoki” ulegli GKS Pęplino 0–3. W następnym roku zmagań zespół zajął przedostatnie, siódme miejsce grupie. W rozgrywkach Pucharu Polski piłkarze klubu w I rundzie przegrali ze Skotowią Dębnica Kaszubska 1–3. W kolejnych latach zespół grał tylko w klasie B, zajmując: siódme miejsce w tabeli w sezonie 2007/2008, ósme w 2008/2009, jedenaste – 2009/2010, dziesiąte – 2010/2011, siódme – 2011/2012, szóste – 2012/2013, dziewiąte – 2013/2014, czwarte – 2014/2015, ósme – 2015/2016, dziewiąte – 2016/2017.